# Modelo dos 7 S
O Modelo dos 7-S é um modelo de gerência criado por Tom Peters e Robert Waterman que também é conhecido por Modelo McKinsey 7S, por ter sido desenvolvido na época em que ambos trabalhavam de consultores na McKinsey & Co. Esse modelo é uma ferramenta bastante útil para organizar, analisar e diagnosticar questões corporativas e, ainda, para planejar e intervenções e mudanças na organização. São descritos no modelo 7 fatores necessários para uma organização operar do modo mais eficiente possível. A ideia central do Modelo dos 7 S é que os administradores e líderes devem levar em consideração todos estes fatores em conjunto, para assim ter a certeza que uma estratégia será implementada com êxito.

## O Modelo e seus objetivos
O Modelo McKinsey 7S, é um modelo de gerenciamento que tem por objetivo demonstrar que a organização não é formada apenas por uma estrutura, mas também por 7 elementos divididos em duas áreas: hardware (hard-s) e software (soft-s). Estas por sua vez são: Estrutura, Sistemas, Estratégia, Habilidades, Pessoas, Estilo e Objetivos prioritários (mais tarde transformado por Peters em Valores compartilhados).
O diferencial desse modelo é a sua simplicidade e a complexidade que se segue quando se entende que esses componentes não são explicados sozinhos, mas trabalham e são entendidos em conjunto. O modelo diz que se um componente muda, automaticamente mudanças ocorrem em outros componentes.
Por exemplo: se há uma mudança no sistema interno do plano de carreira e dos treinamentos de funcionários, ou seja, uma mudança na área de Recursos Humanos, essa afetará a cultura organizacional que, por sua vez, afeta o estilo de gestão da organização e, ainda, a estrutura e os processos da organização.

### Hard-s
Os elementos chamados de “hard-s” são facilmente percebidos e identificados dentro de uma organização.
- Estratégia (Strategy),
- Estrutura (Structure) e
- Sistemas (Systems).

| Hard-s     | |
| ---------- | --- |
| Estratégia | Ações que a empresa planeja para se adaptar às mudanças do ambiente externo                                                   |
| Estrutura  | Base para especialização e coordenação influenciada principalmente pela estratégia, pelo tamanho e diversidade da organização |
| Sistemas   | Procedimentos formais e informais que apoiam a estratégia e a estrutura                                                       |

Esses elementos podem ser encontrados no planejamento corporativo, nos documentos estratégicos e em outros projetos organizacionais.

### Soft-s
Já os elementos chamados de “soft-s” são mais difíceis de serem percebidos e analisados. Como eles tratam de capacidades e habilidades, valores e elementos da cultura organizacional, torna-se difícil sua descrição, uma vez que esses elementos estão em contínua mudança e desenvolvimento. Esses elementos são determinados pelas pessoas que trabalham e influenciam a organização e, por isso, torna-se muito mais complicado planejar, influenciar e modificar esses elementos.
Tais elementos são:
- Habilidades (Skills),
- Pessoas (Staff),
- Estilo (Style) e
- Valores compartilhados (Shared Values).

| Soft-s                 |                                                          |
| ---------------------- | -------------------------------------------------------- |
| Estilo/Cultura         | Maneira como organização é gerida                        |
| Pessoas                | Processos usados para o desenvolvimento dos funcionários |
| Habilidades            | Competências que a organização possui                    |
| Valores compartilhados | Ideias fundamentais em que a organização foi construída  |

Embora os elementos “soft” estejam abaixo dos elementos “hard”, eles afetam positivamente os elementos “hard”.
Em processos de mudança, muitas organizações se focam nos elementos hard e acabam se interessando menos pelos soft-s. No entanto, os autores do modelo acreditam que as empresas de maior sucesso, trabalham duro em cima dos soft-s. Os elementos soft podem iniciar e finalizar com sucesso os processos de mudança, desde que nas estruturas e estratégias sejam difíceis de serem construídas ou sejam inapropriadas perante a cultura e os valores da empresa.

## Descrição dos Fatores
Para facilitar o entendimento sobre cada um dos componentes do modelo pode-se fazer as seguintes perguntas:
- Estrutura: Como a organização planeja e divide seus negócios?
- Estratégia: Quais os planos que a organização tem para o desenvolvimento do ambiente externo?
- Sistemas: Quais procedimentos formais e informais a empresa tem?
- Valores compartilhados: O que é mais importante para a organização?
- Habilidades: O que a empresa faz de melhor?
- Estilo: Com o que a administração se depara e o que é verdade na sua cultura?
- Pessoas: Quem são as pessoas e como elas são tratadas?

## Crítica ao Modelo dos 7 S
- O modelo dos 7 S é capaz de identificar se uma empresa é eficaz ou não[carece de fontes?]
- Capaz de auxiliar uma mudança organizacional[carece de fontes?]
- O modelo dos 7 S consegue estabelecer conexões entre elementos tangíveis, como os Hard-s elementos intangíveis, como os Soft-s[carece de fontes?]